# Simulium subclavibranchium
Simulium subclavibranchium är en tvåvingeart som beskrevs av Lutz 1910. Simulium subclavibranchium ingår i släktet Simulium och familjen knott. Inga underarter finns listade i Catalogue of Life.